# Ixils
Els ixils són una ètnia de cultura maia del nord de Guatemala. És una de les més petits grups maies supervivents al país. En 2002 tenia 96.315 membres. Segons el cronista espanyol Fuentes y Guzmán, els ixils van ser un grup rebel.
En el 2009 la Comunitat Ixil és reconeguda a l'empara del Conveni 169 de l'OIT.

## Localització
L'anomenat triangle ixil està constituït per tres municipalitats: Nebaj, San Juan Cotzal i Chajul, al departament d'El Quiché, al nord de Guatemala.

## Genocidi sota la dictadura de Ríos Montt
Al maig de 2013 l'ex dictador Efraín Ríos Montt va ser condemnat a 80 anys de presó —encara que després la sentència va ser suspesa per la Cort Constitucional de Guatemala— pel genocidi comès contra el poble ixil quan va governar dictatorialment entre 1982 i 1983 amb l'excusa que col·laborava amb les guerrilles comunistes. En la sentència es va considerar provat que els militars al seu comandament havien assassinat 1.771 ixils, a més d'haver violat sistemàticament a les dones i nenes ixils, moltes d'elles convertides en esclaves sexuals dels seus soldats —algunes d'elles van morir per aquesta causa—, i haver comès tota mena d'atrocitats, com obrir el ventre d'una embarassada per treure-li el fetus, i de vexacions, com obligar a un pare a veure com torturaven i violaven la seva esposa i les seves filles. Com va declarar l'advocada espanyola Paloma Soria que va participar en el procés contra Ríos Montt, "s'ha demostrat que el que va ocórrer a Guatemala va ser un genocidi i això sempre quedarà aquí. Passi el que passi [amb la repetició del judici ordenada pel Tribunal Constitucional], almenys durant deu dies hi ha hagut justícia". "La violència sexual contra les nenes i dones ixils va ser generalitzada i prova que hi havia intenció de destruir al grup. Quan ataques a les dones d'aquesta manera estàs impedint la reproducció de la comunitat. Física i culturalment, perquè les ixils, a més, tenen un paper determinant en les transmissió de la seva cultura i les tradicions", va afirmar Paloma Soria, advocada especialitzada en temes de gènere i lletrada de la Women's Link Worldwide.